# Arthur Zarden
Arthur Heinrich Ludwig Zarden (Hamburgo, 27 de abril de 1885 - Berlín, 18 de enero de 1944) fue un jurista alemán que trabajó en la administración y un miembro de la Resistencia alemana al nazismo.
Cursó el Gymnasium en Hamburgo y estudió Leyes en Múnich, Berlín, Kiel y otras ciudades. Se graduó en 1909 en Rostock y aprobó su examen de Estado en 1912 en Hamburgo. Empezó a trabajar en la administración en 1914 y desde 1919 trabajó en el Ministerio de Hacienda. El 24 de julio de 1920 se casó con Edithe Orenstein, hija del industrial Benno Orenstein.
Consolidó las leyes impositivas del Reich durante la República de Weimar. En 1932, fue nombrado secretario de Estado del nuevo ministro Lutz Schwerin von Krosigk donde inventó los impuestos con vouchers.
Por su origen judío, el y su esposa fueron puestos en "retiro provisorio" por órdenes de Hitler en 1933. El retiro se hizo definitivo en 1934.
Se unió al Círculo de Solf en fuerte oposición al gobierno pero el grupo fue delatado e intervino la Gestapo. Fue apresado y, consciente de que no saldría vivo de allí, se arrojó por la ventana de la cárcel.